# Gardenia gordonii
Gardenia gordonii är en måreväxtart som beskrevs av John Gilbert Baker. Gardenia gordonii ingår i släktet Gardenia och familjen måreväxter. Inga underarter finns listade i Catalogue of Life.